# 9617 Grahamchapman
9617 Grahamchapman è un asteroide della fascia principale. Scoperto nel 1993, presenta un'orbita caratterizzata da un semiasse maggiore pari a 2,2249403 au e da un'eccentricità di 0,1125221, inclinata di 6,14191° rispetto all'eclittica.
L'asteroide è dedicato all'attore comico inglese Graham Chapman, membro del gruppo Monty Python. Gli altri asteroidi dedicati ai membri del gruppo sono 9618 Johncleese, 9619 Terrygilliam, 9620 Ericidle, 9621 Michaelpalin e 9622 Terryjones.